# Michael Špaček
Michael Špaček (Mariánské Lázně, 9 aprile 1997) è un hockeista su ghiaccio ceco, dell'Ginevra-Servette e medaglia di bronzo al Campionato mondiale di hockey su ghiaccio maschile 2022.

## Palmarès

### Club
- Campionato ceco: 1

Oceláři Trinec: 2020-21
- Coppa Spengler: 1

2022